# Rhaphuma querciphaga
Rhaphuma querciphaga là một loài bọ cánh cứng trong họ Cerambycidae.